# محمد عبد الهادي زنيبر
محمد بن عبد الهادي زنيبر (1854) باشا مدينة سلا حوالي منتصف القرن 19، وهو معروف بشكل خاص بدفاعه عن مدينة سلا خلال قصف الأسطول الفرنسي للمدينة عام 1851.
أطلق اسمه على أحد أزقة سلا، والذي يسمى درب محمد بن عبد الهادي زنيبر تكريما له.

## سيرته

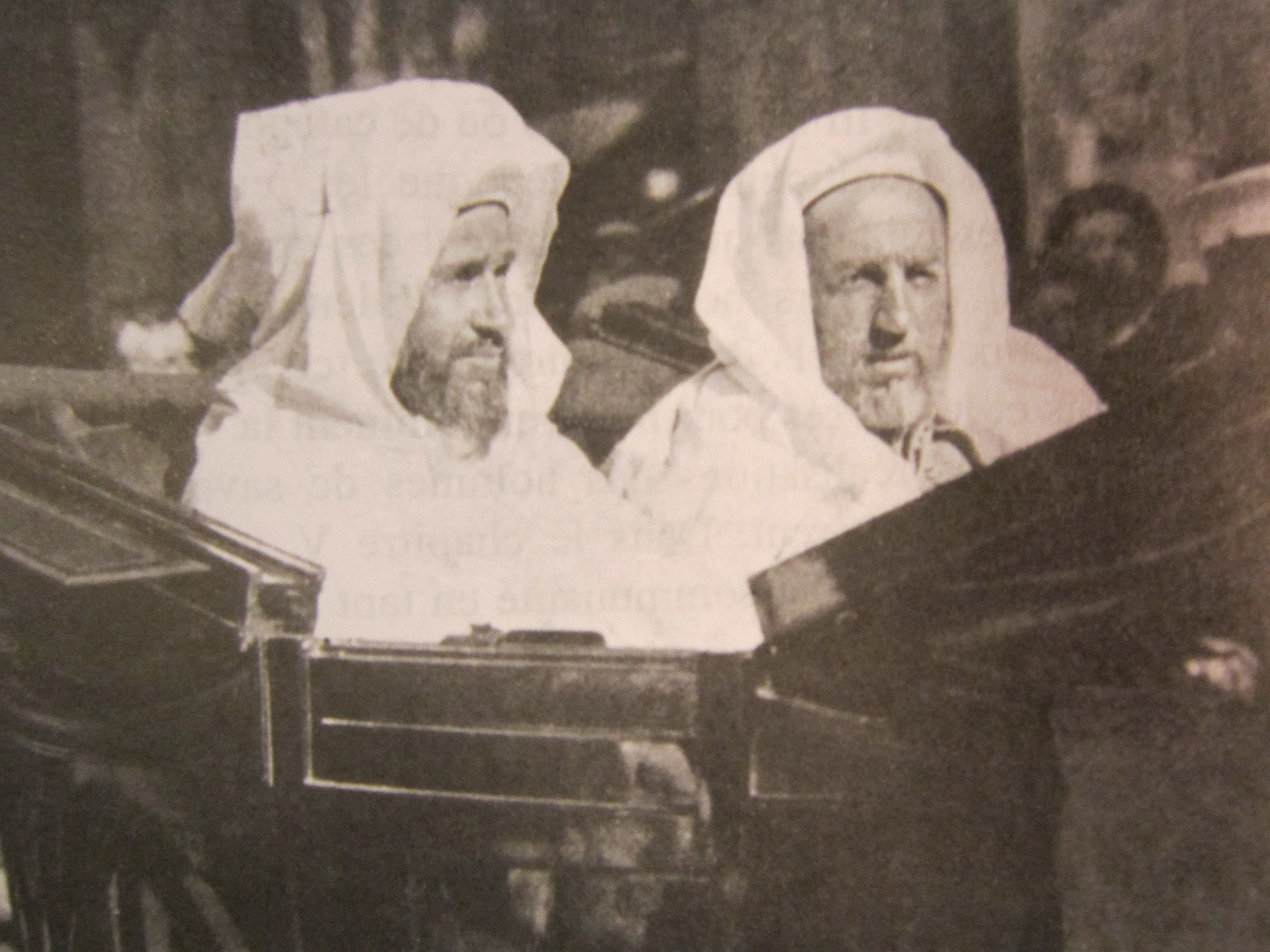
حفيد الباشا والسفير محمد بن عبد الهادي زنيبر التقطت الصورة في مدريد عام 1909

ولد محمد بن عبد الهادي زنيبر لعائلة قديمة ذات أصل أندلسي في سلا، وأصبح باشا مسقط رأسه خلال النصف الأول من القرن 19. وكان أيضًا أمين، (جامع جمارك) قام بتمويل ترميم ضريح سيدي بن عشير. بعد أن دمره قصف سلا في 26 نونبر 1851 من قبل الفرنسيين تحت قيادة الأدميرال دوبورديو، أصابته موجة الكوليرا التي اجتاحت المدينة سنة 1854، ابنه محمد بن عبد الهادي زنيبر كان ثاني مرمم للمدرسة المرينية أبو الحسن في سلا عام 1864.

## قصف سلا

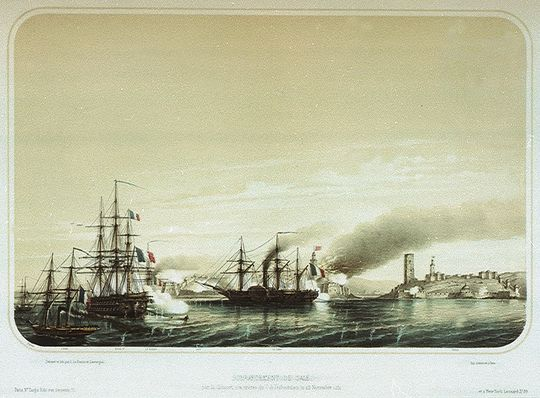
قصف سلا من طرف المدفعية الفرنسية سنة 1851

في الأول من أبريل عام 1851، انقلبت سفينة شحن فرنسية، (محملة بالقمح على الخصوص) قبالة ساحل سلا. ثم انطلقت بعد ذلك عملية الإنقاذ. تم التمكن من اغتنام بضعة أطنان من القمح التي احتفظ بها في الرباط وسلا . في اليوم الموالي للحادث ، انتهز بعض المشاغبين من مدينة سلا الفرصة لنهب كل البضائع المحجوزة. وقدرت الخسائر من الجانب الفرنسي بحوالي 11،391 فرنك من الذهب بحسب تحقيق أجراه باشا سلا , .
بعد عدة أشهر من انتظار السداد دون رد من السلطان المغربي ، قررت الحكومة الفرنسية الانتقام بالقوة ومهاجمة سلا. بأوامر من الإمبراطور لويس نابليون بونابرت ، وقطعت العلاقات الدبلوماسية بين البلدين وأُقيل القنصل الفرنسي جول دوازان المقيم في الرباط من منصبه.

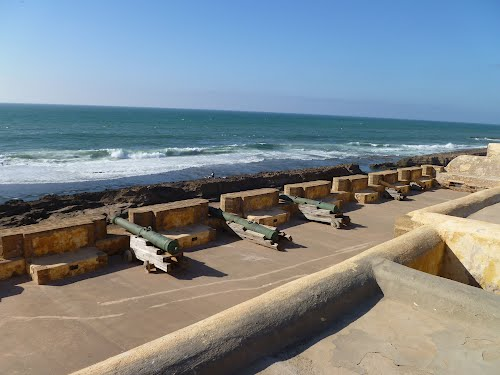
برج أدومو ، أحد الحصون المحصنة التي يقال إن الباشا دافع منها عن السواحل بمدافع بريطانية الصنع.

في العاشر من نونبر في نفس السنة ، تم تعيين الأدميرال دوبورديو من قبل وزير البحرية الفرنسية لتنفيذ مهمة الهجوم بأسطول مكون من 5 سفن (6 وفقًا للمؤرخ السلطاني أحمد بن خالد الناصري الذي استشهد بسفينة اسمها نابيوس ) الذي أورد والعهدة عليه؛ "أن الأسطول المهاجم مكونًا من سفينة Henri IV (مسلحة بـ 100 بندقية) وفرقاطتين بخاريتين Sané  و Gomer  وسفينتين أخريين ، Narval و Le Caton" . توقف الأسطول في قادس قبل الهجوم سلا.
في 24 نونبر ، اتجهت السفن الفرنسية سرًا إلى مدينة طنجة لنقل القنصل الفرنسي دوزان وسكرتيره فلورات.
وفي الخامس والعشرون من نفس الشهر، وصل الأسطول الفرنسي إلى سواحل سلا، حيث طلب الأدميرال الفرنسي اعتذارًا رسميا مع ضرورة إرجاع الأموال والبضائع المنهوبة فورًا تحت طائلة القصف، استسلم باشا الرباط أولا، قبل أن تبدأ المعركة على سلا حوالي الساعة 11 من يومه 26 نونبر؛ اصطفت المدافع الفرنسية قبالة سلا ، التي دافع عنها أهلها بشراسة وبسالة، وبكل ما امتلكوا من مدافع وبنادق تماما كما كان الحال بالنسبة لسكان الرباط . بعد سبع ساعات من تبادل إطلاق النار ، أرسل الأسطول تقريراً إلى وزارة البحرية الفرنسية من ضمن ما جاء فيه: "تعرضت المدينة لأضرار جسيمة، كما تضرر جدار الموحدين بشكل خطير وكذلك الجامع الكبير الذي اصطدمت مئذنته بست قذائف، ودمرت عدة منازل فيما احترقت منازل أخرى طوال الليل، قتل 7 أو 6 من الطبجية(المشاة)، بالإضافة إلى ما بين 12 و 15 مدنيا. وسقط 4 قتلى و 18 جريحًا في المعسكر الفرنسي. عانى هنري الرابع من أضرار جسيمة ، وكذلك الأمر بالنسبة لساني". كانت هذه الحملة بمثابة فشل جزئي للفرنسيين ، الذين توقعوا ثورة السلاويين ضد الباشا ، لكن العكس هو الذي حصل حيث هبوا للدفاع عن مدينتهم . في الوقت الذي باشر فيه حاكم المدينة معاقبة مثيري الشغب ونفيهم.
بعد بضعة أشهر ، بعث الباشا زنيبر إلى السلطان عبد الرحمن يصف له الوضع بالمدينة:
"لقد أعطى الله لأهل الإسلام أقداما ثابتة تصمد على الدوام وتجعل دينهم ظاهرًا على الرغم من المشركين. لم يلحق بنا الكثير من الأذى والحمد لله. [...] لقد رأينا بأم أعيننا عطف الله وجمال خليقته الذي لا يمكن تصوره، وذلك  عندما دفع الله الكفار إلى الوراء ، لم يستطيعوا أن يحققوا شيئًا. نصر الله المؤمنين وحفظهم من خداع العدو"

## زيارة نارسيس كوت للباشا زنيبر

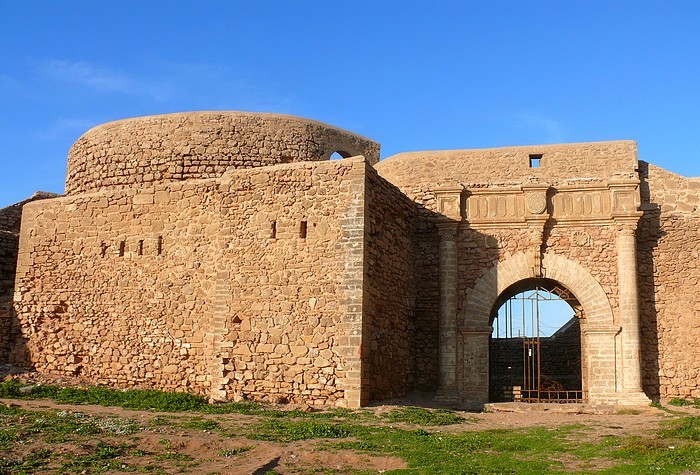
برج الركني أو البرج الكبير ، معقل محصن في المحيط الأطلسي تم بناؤه في عهد الباشا زنيبر عام 1853 بعد قصف المدينة.

يروي الكاتب والمبعوث الدبلوماسي الفرنسي نارسيس كوت ، في روايته الذاتية Le Maroc المعاصر ، زيارته لسلا وإقامته المضيافة في منزل الباشا زنيبر لتجديد العلاقات المقطوعة بسبب القصف. قبل زيارته ، هدد الباشا بعقوبة رهيبة من يجرؤ على الإساءة إلى ضيفه (كوت) الذي استقبل بفيلق محمل بالبنادق جاء خصيصا للترحيب بوصوله إلى شاطئ سلا. أذهل كوت بجمال مدينة سلا ، حيث يتذكر مآثرها القديمة التي تعود إلى زمن القراصنة ، ويصف المدينة بأنها مدينة مقدسة ، تضم حكماء وعلماء ومركزًا دينيًا مهمًا ينافس القيروان ومكة. يصف نارسيس كوت منزل الباشا زنيبر بأنه "قصر" تهيمن عليه الهندسة المعمارية الإسبانية المغربية. ويصف الباشا بأنه ذو بشرة فاتحة وله لحية سوداء طويلة ، وتنبعث من ملابسه رائحة العنبر والمسك. كما أود أن عائلة زنيبر تعود في أصولها إلى بنو سراج أو الزيريين .
ناقش كوت لساعات مع الباشا زنيبر ، وهما محاطان بالشرفاء، مواضيع تتعلق أساسا بالسياسة في انتظار نضوج طاجين الدجاج. وفي إشارة منه لطمأنة المبعوث الفرنسي وأنه سيقوم بقطع يد من يهاجم المراسي الفرنسية ، أرسل الباشا رجلاً لإحضار الطاجين مخاطبا ضيفه: "كم عدد الأيدي التي تريد أن تحضر لك على طبق؟ سأقوم بقطع أيدي الأشخاص الذين يتجولون حول المراسي الخاصة بكم! ".

## باشاوات مدينة سلا منذ عام 1817
- 1817: بوجميعة
- 1817 -: أحمد بن محمد زنيبر [7]
- 1827 - 1840: الحاج أحمد بن محمد بن الهاشمي عواد[8]
- 1840: أبو عمار بن الحاج الطاهر فنيش [8]
- عبد العزيز محبوبا [8]
- 1854: محمد بن عبد الهادي زنيبر [8]
- 1854 - 1861: عبد العزيز محبوبا (فترة 2 ) [8]
- 1861 - 1892: الحاج محمد بن سعيد [8]
- 1892 - 1905: عبد الله بن محمد بن سعيد (ابن الباشا السابق الحاج محمد بن سعيد) [8]
- 1905 - 1914: الحاج الطيب الصبيحي [8]
- 1914 - 1958: الحاج محمد بن الطيب الصبيحي [8]

## ملاحق

### مقالات ذات صلة
- قصف سلا (1851)
- العائلات القديمة بسلا
- سلا

### بيبلوغرافيا
أهم الوثائق والكتب المعتمدة:
- Brown, Kenneth L. (1976). People of Sale (بالإنجليزية). Cambridge (Massachusetts): Harvard University Press. p. 29, 37, 44, 176, 177, 178 et 179. ISBN:9780674661554. Brown.
- Cousté، Jean (1989). Bouyoutat Madinat Sala (Les Maisons de Salé). Imprimerie officielle de Rabat, diffusion de la bibliothèque Sbihi. ص. 152. Cousté.
- Doukkali، Mohamed Ben Ali (1996 (2nd édition)). l'Histoire des Deux Rives. Editions Maârif de Rabat, diffusion de la bibliothèque Sbihi. ص. 335 à 338. Doukkali. {{استشهاد بكتاب}}: تحقق من التاريخ في: |سنة= (مساعدة)
- Cotte, Narcisse (1860). Le Maroc contemporain (بالفرنسية). Editions Charpentier. p. 70 à 80. Cotte.

### روابط خارجية
- "Expédition du Maroc: Bombardement de Salé et de Rabat". http://www.bnf.fr/fr. مؤرشف من الأصل في 2023-04-16. {{استشهاد ويب}}: روابط خارجية في |موقع= (مساعدة)